# Plachkovtsi
Plachkovtsi (en búlgaro: Плачковци) es una ciudad de Bulgaria en la provincia de Gabrovo.

## Geografía
Se encuentra a una altitud de 507 m s. n. m. a 300 km de la capital nacional, Sofía.

## Demografía
Según estimación 2012 contaba con una población de 1 559 habitantes.
|         | 2004  | 2005  | 2006  | 2007  | 2008  | 2009  | 2010  |
| Mujeres | 2 116 | 1 031 | 1 003 | 995   | 990   | 972   | 930   |
| Varones | 1 045 | 1 032 | 1 005 | 981   | 980   | 958   | 924   |
| Total   | 2 116 | 2 063 | 2 008 | 1 976 | 1 970 | 1 930 | 1 854 |